# True Blue (sång)
"True Blue" är en låt framförd av den amerikanska popartisten Madonna. Låten är titelspåret på albumet True Blue (1986) och släpptes på singel den 29 september 1986. Den skrevs ursprungligen av Steve Bray, och behandlar Madonnas känslor för sin dåvarande man Sean Penn. Instrumentationen för denna danspoplåt bygger på en kompgitarr, en synthesizer, keyboard samt trummor. Huvudrefrängen backas upp av en alternativ refräng med ett ackordfölj som generellt brukar förekomma i doo wop-musik.
Kritiker beskrev "True Blue" som en lättsam och söt retrolåt. Den toppade listorna i Storbritannien, Irland och Kanada, och blev en fortsatt topp 10-singel i USA där den nådde tredje plats på Billboard Hot 100. Den ursprungliga musikvideon visade upp Madonna i en ny look med kort och yvigt platinablont hår. En alternativ video gjordes i samband med tävlingen "Make My Video" på MTV. De utvalda videorna hade ett liknande tema med en 50-talsinspirerad miljö där handlingen följde texten i låten. "True Blue" framfördes endast en gång under den efterföljande turnén Who's That Girl World Tour.

## Medverkande
- Madonna – sångtext, producent, sång
- Steve Bray – trummor, keyboard, text, producent
- Bruce Gaitsch – kompgitarr
- Fred Zarr – ytterligare keyboard
- Steve Peck – ljudtekniker
- Shep Pettibone – remix
- Herb Ritts – fotografi
- Jeri McManus – grafisk formgivning/skivomslag

Medverkande är hämtade ur albumhäftet till True Blue.